# Chaînon Georgina
Ne doit pas être confondu avec Chaînon Georgina (Australie).
Le chaînon Georgina, en anglais Georgina Range, est un massif de montagnes situé dans le Sud-Ouest de la Colombie-Britannique au Canada.

## Géographie
Le chaînon Georgina se trouve sur la côte sud de l'île Gilford (en) et surplombe l'entrée de la baie Knight. Il s'étend sur 53 km2 et fait partie des chaînons du Pacifique de la chaîne Côtière.